# 卧牛河乡
卧牛河乡，是中华人民共和国黑龙江省黑河市孙吴县下辖的一个乡镇级行政单位。

## 行政区划
卧牛河乡下辖以下地区：
卧牛河村、新岭村、前进村、新立村、新发村、三岔河村和赵地营子村。